# Флемінгтон (Західна Вірджинія)
Флемінгтон (англ. Flemington) — місто (англ. town) в США, в окрузі Тейлор штату Західна Вірджинія. Населення — 309 осіб (2020).

## Географія
Флемінгтон розташований за координатами 39°16′0″ пн. ш. 80°7′43″ зх. д. / 39.26667° пн. ш. 80.12861° зх. д. (39.266612, -80.128512).  За даними Бюро перепису населення США в 2010 році місто мало площу 0,79 км², уся площа — суходіл.

## Демографія
Згідно з переписом 2010 року, у місті мешкало 312 осіб у 124 домогосподарствах у складі 90 родин. Густота населення становила 395 осіб/км².  Було 139 помешкань (176/км²).
Расовий склад населення:
| - 98,7 % — білих - 0,6 % — чорних або афроамериканців |

До двох чи більше рас належало 0,6 %. Частка іспаномовних становила 2,6 % від усіх жителів.
За віковим діапазоном населення розподілялося таким чином: 21,8 % — особи молодші 18 років, 57,4 % — особи у віці 18—64 років, 20,8 % — особи у віці 65 років та старші. Медіана віку мешканця становила 45,0 року. На 100 осіб жіночої статі у місті припадало 97,5 чоловіків;  на 100 жінок у віці від 18 років та старших — 98,4 чоловіків також старших 18 років.
Середній дохід на одне домашнє господарство  становив 48 659 доларів США (медіана — 30 417), а середній дохід на одну сім'ю — 52 832 долари (медіана — 34 583). За межею бідності перебувало 34,3 % осіб, у тому числі 48,4 % дітей у віці до 18 років та 20,8 % осіб у віці 65 років та старших.
Цивільне працевлаштоване населення становило 122 особи. Основні галузі зайнятості: сільське господарство, лісництво, риболовля — 15,6 %, освіта, охорона здоров'я та соціальна допомога — 14,8 %, роздрібна торгівля — 11,5 %, виробництво — 10,7 %.